# Lapis abscissus
Lapis abscissus (trad. pietra tagliata) è una bolla pontificia di papa Bonifacio VIII promulgata il 23 maggio 1297, mediante la quale Bonifacio VIII, a seguito del Manifesto di Lunghezza, comminò ai membri della famiglia Colonna, la scomunica e altre severissime condanne, che diedero inizio ad una guerra aperta tra questa famiglia e il papa.